# فاطمه معصومه
فاطمه بنت موسی (۱ ذی‌القعده ۱۷۳ – ۱۰ ربیع‌الثانی ۲۰۱ ه‍.ق) مشهور به فاطمه معصومه، فرزند موسی بن جعفر، هفتمین امام شیعیان دوازده‌امامی، و نجمه خاتون است. وی در دوران حکومت عباسیان و در خلافت هارون‌الرشید، امین و مأمون زندگی می‌کرد. فاطمه معصومه ازدواج نکرد و منابع در علت این امر، تحلیل‌هایی را از جمله وصیت پدر، نبود هم‌کفو و مبارزه با دست خلافت عنوان کرده‌اند. او از شخصیت‌های مورد احترام شیعیان به‌شمار می‌رود.

زمانی که برادرش علی بن موسی الرضا پس از انتصاب به ولایتعهدی مأمون، از مدینه به مرو برده شد، فاطمه معصومه پس از یک سال، عزم مرو نمود. برخی معتقدند که علی بن موسی الرضا طی نامه‌ای از فاطمه معصومه خواست تا به مرو عزیمت کند. کاروان فاطمه معصومه که به همراهی فرزندان و نوادگان موسی کاظم شکل گرفته بود و عددش را ۲۳ نفر گزارش کرده‌اند، به سال ۲۰۱ ه‍.ق از مدینه حرکت کرد؛ تاریخ دقیقی برای خروج این کاروان ذکر نشده‌است، اما از آنجا که کاروان آنان در دهه آخر ماه ربیع‌الاول سال ۲۰۱ به شهر قم رسیده‌است و فاصله مدینه تا قم، حدوداً ۲ ماهه طی می‌شود؛ احتمالاً کاروان در دهه آخر ماه محرم سال ۲۰۱ به سمت مرو رهسپار شدند. از وقایع صورت گرفته در فاصله کاروان از مدینه تا ساوه، هیچ گزارشی نقل نشده‌است، تنها برخی منابع به اتفاقات صورت گرفته در ساوه اشاره داشته‌اند. با رسیدن کاروان به ساوه، گویا عباسیان یا گروهی محارب، به کاروان حمله کرده و سبب کشته و زخمی شدن کاروانیان شدند. در این بین برخی دیگر همچون فاطمه معصومه و خواهران وی، مسموم شده بر اثر بیماری درگذشتند. فاطمه معصومه پس از وقایع ساوه، به سمت قم عزیمت کرده و هفده روز بعد، در قم درگذشت و در باغ بابلان بخاک سپرده شد.

## نام و القاب

### نام
ابن جوزی برای موسی کاظم، چهار دختر ذکر می‌کند که نام همگی آنان فاطمه است. اما قرشی در حیاة الامام موسی بن جعفر، فاطمه را نام دو تن از دختران موسی کاظم می‌داند که یکی از آنها به فاطمه صغری و دیگری به فاطمه یا فاطمه کبری — که همان فاطمه معصومه است — شهرت داشته‌است. ربیعی نیز نام چهار دختر موسی کاظم را، فاطمه صغری، فاطمه وسطی، فاطمه کبری و فاطمه گزارش می‌کند. حمدالله مستوفی نیز از سه دختر با نام فاطمه برای موسی کاظم یاد می‌کند که یکی از آنها با نام «فاطمه ستی» را مدفون در قم گزارش می‌کند. بنابر این گزارش‌ها نام اصلی این دختر، فاطمه است.

### القاب
به گزارش منابع شیعه، لقب‌هایی که برای فاطمه بنت موسی کاظم نقل شده‌است عبارتند از: «اخت الرضا، راضیه، مرضیه، معصومه، تقیه، نقیه، رشیده، طاهره، ستّی، حمیده و سیده» مشهورترین لقب وی، معصومه است که علی بن موسی الرضا او را به این لقب خوانده‌است؛ در حدیثی از علی بن موسی الرضا آمده‌است که: «هرکس معصومه را در قم زیارت کند، مانند کسی است که مرا زیارت کرده‌است». منابع شیعه این حدیث را مربوط به بعد از شنیدن خبر مرگ فاطمه معصومه توسط رضا دانسته‌اند. بر اساس گزارش دایرة المعارف بزرگ اسلامی، احتمالاً لقب معصومه در دوره حکومت جهانشاه قراقویونلو به کثرت برای فاطمه معصومه استعمال شده‌است. «کریمه اهل بیت» یکی دیگر از القابی است که منبع روایت آن به دیدار یکی از امامان شیعه توسط سید محمود مرعشی نجفی — پدر سید شهاب‌الدین مرعشی نجفی — در خواب برمی‌گردد. «ستی» نیز واژه‌ای عربی است که معنای آن بانو و خانم است و در تواریخ قم، فاطمه معصومه با عنوان «فاطمه ستی» خطاب شده‌است. ابوالحسن هاشمی در سیدة عش آل محمد، معتقد است که «اخت الرضا» یکی از القاب شناخته شده فاطمه معصومه است. در زیارتنامه‌ای که برای فاطمه معصومه گزارش شده، از وی با القاب «طاهره، حمیده، بَرّه، رشیده، تقیّه، نقیّه، رضیّه، سیّده، مرضیّه و اخت الرضا» نام برده شده‌است.

## تبار
پدربزرگ فاطمه معصومه، ابوعبدالله جعفر بن محمد صادق (۱۷ ربیع‌الاول ۸۳–۲۵ شوال ۱۴۸) است که به رئیس مذهب جعفری شناخته می‌شود. پدر وی، موسی بن جعفر (۲۰ ذی الحجه ۱۲۸ – ۲۵ رجب ۱۸۳ ه‍.ق) ملقب به موسی کاظم و امام هفتم شیعیان امامیه است. نجمه خاتون مادر فاطمه معصومه، برده‌ای از مغرب یا شمال آفریقا بود که خریداری و آزاد شد تا به ازدواج موسی کاظم دربیاید. از آنجا که یکی از القاب او «خَیزُران مَرسِیَّه» است، قائمی گزارش می‌دهد که عده‌ای احتمال داده‌اند وی اهل جزیره مارسی در جنوب فرانسه بوده‌است؛ و در مقابل از آنجا که وی به «شَقْرَاء نُوبِیَّه» نیز لقب گرفته‌است، برخی دیگر احتمال داده‌اند که او اصالتاً اهل شهر نوبه در شمال آفریقاست. برای وی نام‌های دیگری چون تکتم، اروی، سمان، سکن و سکنی نیز گزارش شده‌است. بنابر روایتی که صدوق، محدث شیعه، در عیون اخبارالرضا گزارش می‌کند، نجمه، کنیز حمیده مصفاه بود که به عقد موسی کاظم درآمد. برای فاطمه معصومه نوزده برادر و هجده خواهر گزارش شده‌است. علی بن موسی الرضا، یکی از برادرانش، امام هشتم شیعیان دوازده‌امامی است.

## سرگذشت

### تولد
تاریخ تولد فاطمه معصومه به‌طور دقیق مشخص نیست؛ اما علی نمازی در کتاب مستدرک سفینه البحار تاریخ تولد وی را طبق اسناد به دست آمده، در روز ۱ ذی‌القعده سال ۱۷۳ قمری در شهر مدینه نوشته‌است. هالم، شیعه‌شناس آلمانی نیز، تاریخ ولاد فاطمه را ۱ ذیقعده سال ۷۹۰ میلادی می‌داند. در مقابل، عباس فیض قمی در کتاب انجم فروزان، به نقل از کتاب لواقح الانوار و کتاب نزهة الابرار فی النسب اولاد الائمة الاطهار سال ولادت فاطمه معصومه را ۱۸۳ ه‍.ق دانسته‌است؛ اما هاشمی معتقد است، از آنجا که موسی کاظم در ۲۵ رجب سال ۱۸۳ در زندان هارون کشته شد و کمترین زمان زندان وی چهار سال بود، این قول معقول به نظر نمی‌رسد. برخی چون شبیری زنجانی، تاریخ ۱۷۳ را قولی مجعول می‌دانند و آن را تضعیف کرده‌اند. با این حال شخصی به نام جواد شاه‌عبدالعظیمی در مسافرت مکه و در کتابخانه شهر مدینه، در کتابی به نام «نزهه الابرار فی نسب اولاد الائمه الاطهار» و در کتاب «لواقح الانوار» تاریخ ولادت فاطمه معصومه را سال ۱۷۳ ه‍.ق و تاریخ وفاتش را ۲۰۱ ه‍.ق مشاهده و گزارش کرده‌است. شبیری در جرعه‌ای از دریا گزارش می‌کند که در زمان تولیت سید محمدباقر متولی‌باشی (متوفی ۱۳۵۹ قمری) بر حرم فاطمه معصومه، وی اعلام کرد که اگر کسی تاریخ ولادت یا وفات فاطمه معصومه را پیدا کند، دستور می‌دهم که در آن روزها بازار قم را تعطیل کنند. بر اساس گزارش منابع، فردی که به دروغگویی معروف بود، ادعا می‌کند که در کتاب لواقح الانوار که در کتابخانهٔ مدینه موجود است، تاریخ ولادت فاطمه معصومه را سال ۱۷۳ ه‍.ق ذکر کرده‌اند. متولی‌باشی گفته وی را قبول نمی‌کند و می‌گوید: «من با متولی کتابخانه مدینه آشنا هستم؛ و از وی خواهم خواست که آن کتاب را بدهد و ما اینجا چاپ کنیم.» آن فرد از ادعای خویش کوتاه می‌آید و بدین شکل دروغش در این خصوص آشکار می‌شود. اما تاریخ ولادت او بعدها به دلیل آگاه نبودن مؤلف کتاب «مستدرک سفینه البحار» در آن کتاب آمده‌است. البته مؤلف با حساب آنکه موسی بن جعفر در سال ۱۸۳ در زندان بود و به زعم خود این عدد را ناشی از اشتباه افواه دانسته و آن را ده سال عقب کشیده و در کتاب خود تاریخ تولد را روز ۱ ذی‌القعده سال ۱۷۳ قید کرده‌است.
منابع در اینکه او دختر کوچک، بزرگ یا وسط موسی کاظم است با هم در اختلافند. به گزارش قاضی نورالله شوشتری و بر اساس روایتی از جعفر صادق، ولادت فرزند دختری به نام فاطمه را برای موسی کاظم پیش‌گویی شده‌است که با شفاعت او، شیعیان به بهشت خواهند رفت.

### کودکی
به نوشته ایتان کلبرگ، موسی کاظم در قبال حکومت عباسی سیاست سکوت را پیش گرفته و همانند پدرش جعفر صادق، وقتش را به مراقبه و نیایش و همچنین تعلیمِ عقاید شیعه به شاگردانش اختصاص داده بود؛ با این وجود وی از آزار حکومت مصون نماند. کاظم به دستور مهدی — سومین خلیفه عباسی — دستگیر و به بغداد منتقل و در آنجا تحویل مصیّب بن زهیر الدعبی شد. مصیب متأثر از کاظم، از پیروان او شد. به‌نقل از تاریخ فخری، موسی کاظم بار دیگر به دستور هارون الرشید — پنجمین خلیفه عباسی — به دلیلِ اخبار غلط چند تن از خویشاوندانش مبنی بر قصد قیام علیه حکومت، در زندان سندی بن شاهک محبوس شد و در آنجا درگذشت. به گزارش جعفریان، پدر فاطمه معصومه در دوران هارون الرشید، دو بار راهی زندان شد. بار دوم از سال ۱۷۹ تا ۱۸۳ه‍.ق به طول انجامید و منجر به مرگ او شد. فاطمه معصومه ۶ سال داشت که دیگر پدر را ندید و بر اساس گزارش ربیعی، کمتر از ۱۰ سال سن داشت تا اینکه پدرش را از دست داد. به گزارش منابع شیعه، یکی از وقایعی که در طول زندگانی فاطمه معصومه برای او رخ‌داد، لشکرکشی سپاه خلافت عباسی به فرماندهی عیسی جَلّودی به مدینه، جهت سرکوب قیام محمد بن جعفر صادق، بود. طبق روایت‌های شیعی، هارون به عیسی جَلّودی، فرمانده لشکر، دستور داد به خانه‌های علویان یورش بَرد و دارایی، لباس و زیورِ زنان را غارت کند، و حتّی یک جامه بر تنِ زنان باقی نگذارد. به‌گفتهٔ شیخ صدوق، هنگامی‌که جلّودی به خانهٔ علی بن موسی الرّضا هجوم بُرد، علی بن موسی دستور داد همهٔ زنان در یک اتاق گرد آیند، و خود بر درِ اتاق ایستاد و از هجوم جلّودی به درونِ اتاق جلوگیری کرد و سوگند خورد تا خودش، اموالِ درونِ خانه و داراییِ زنان اعم از لباس و گوشواره و خلخال‌شان را بگیرد و به جلّودی تحویل دهد. جلّودی این شرطِ علی بن موسی را پذیرفت و علی بن موسی نیز چنین کرد.

### زندگی شخصی
فاطمه معصومه تا آخر عمر، هیچگاه ازدواج نکرد؛ اما از آنجا که آموزه‌های اسلام دعوت به ازدواج نموده و از ترک این سنت، نهی کرده‌است و آن را قبیح برمی‌شمرده، برای خودداری از ازدواج توسط فاطمه معصومه توجیه‌هایی شمرده شده‌است.

#### نیافتن هم کفو برای ازدواج
از آنجا که خاندان ائمه شیعه از لحاظ نَسَب در بین مسلمانان جایگاه ویژه‌ای داشتند و مورد احترام عمومی بودند، و از آنجا که فاطمه معصومه، فرزند بدون واسطه موسی کاظم بود، برخی چون عباس قمی و ابوالحسن هاشمی این احتمال را مطرح کرده‌اند که برای او هم کفو و هم شأنی برای ازدواج یافت نشد و به همین جهت وی ازدواج خود را تا پیدا شدن گزینه‌ای مناسب، به تعویق انداخت. در تاریخ قم گزارش شده‌است که اکثر جوانان و مردان علوی، پیوسته تحت تعقیب حکومت عباسی بودند و بعضی مقتول و بقیه متواری و پنهان شدند؛ از این رو، هم کفوی برای فاطمه معصومه و سایر دختران موسی کاظم در مسئله ازدواج پیدا نشد.

#### ترس از حکومت
با فضای اختناقی که در دوران حکومت هارون الرشید برقرار بود، کمتر کسی جرأت می‌کرد تا با دختران موسی کاظم ازدواج کند و عواقب خطرناک این انتخاب را بپذیرید. شدت اختناق در این دوران به حدی بود که شیعیان برای ملاقات با امام خود و کسب جواب برای سوالات شرعی و اعتقادی دچار مشکل بودند و از روی اجبار با لباس‌های مبدل به خانه موسی کاظم رفت و آمد داشتند.

#### دستور پدر
یعقوبی از دستور موسی کاظم به دخترانش مبنی بر ازدواج نکردن آنها خبر داده و این دستور پدر را سبب ازدواج نکردن دختران موسی کاظم می‌داند؛ اما این مطلب با نقل قولی که از موسی کاظم مبنی بر سپردن امر ازدواج دختران به علی بن موسی الرضا، سازگاری ندارد و مخالف سنت اسلامیست. بر اساس تحلیل برخی پژوهشگران همچون سید کباری، این دستور منع ازدواج برای دختران، احتمالاً به جهت مقابله با دستگاه حکومت عباسی و نوعی مبارزه اجتماعی بود.

#### جواز ترک ازدواج در برخی زمان‌ها
با وجود آنکه ازدواج از سنت‌های مسلم پیامبر اسلام در اسلام به‌شمار می‌رود، اما بر اساس روایتی که از ابن‌عباس، در منابع شیعی چون بحارالانوار گزارش شده‌است، پیامبر اسلام از زمانی یاد می‌کند که ازدواج در آن موقع، جز با عمل به حرام صورت نخواهد پذیرفت. در این روایت، به نقل از پیامبر اسلام آمده‌است که ترک ازدواج در چنین دورانی، دیگر کراهت سابق را نخواهد داشت.

### جدایی از برادر
مأمون پس از شکست برادرش امین در جنگ بر سر خلافت در سال ۱۹۸ هجری قمری، با چالش‌های سیاسی و اجتماعی فراوانی مواجه بود؛ چاره‌ای که وی اندیشید، ولایتعهدی یکی از سادات علوی بود تا بتواند علاوه بر کنترل قیام علویان، جایگاه حکومت را احیاء کند و به آن قداست ببخشد. برای این منظور، بهترین گزینه، علی بن موسی الرضا به عنوان رهبر علویان معرفی شد؛ به همین جهت با نامه‌نگاری‌های متعدد، وی را به مرو دعوت کرد و مسئله خلافت و ولایتعهدی را به وی پیشنهاد داد.علی بن موسی سرانجام در ۱۵ محرم سال ۲۰۰ هجری قمری از مدینه به قصد مرو خارج شد. بنابر گزارشی در تاریخ قم، علی بن موسی در طول مسیر مدینه تا مرو، نامه‌ای به خواهرش فاطمه معصومه نوشت و به غلامی نامه‌رسان دستور داد هرچه سریع‌تر به مدینه برود و نامه را به فاطمه معصومه برساند، وقتی نامه به فاطمه معصومه رسید، وی مهیای سفر شد. اما در منابعی دیگر، از وجود و ابلاغ چنین نامه‌ای گزارشی به میان نیامده‌است و تنها به قصد ملاقات فاطمه معصومه از برادرش به عنوان هدف این سفر یاد شده‌است. همچنین یک گزارش از سفر فاطمه معصومه به مرو برای ازدواج با خلیفه یاد کرده‌است که بیشتر به یک داستان عاشقانه شباهت دارد. این گزارش اخیر با شواهد تاریخی سازگاری ندارد؛ چرا که در این صورت، باید سفر فاطمه معصومه، با تشریفات خاصی صورت می‌گرفت.

### سفر به ایران
مهاجرت سادات به سرزمین‌های اسلامی و غیر اسلامی، از جمله مهاجرت‌های شایع در دوران پسا اسلام است. مقصد این مهاجران، بیشتر عراق و خراسان در ایران بود. این مهاجرت‌ها از عصر امویان آغاز و تا دوران عباسیان و پس از آن نیز ادامه داشت. از علل این مهاجرت‌ها ظلم و ستم خلفای اموی و عباسی بر طالبیان و خصوصاً علویان و همین‌طور جذب سادات به عنوان نمایندگان اسلام در مناطق مختلف مطرح شده‌است. یکی دیگر از عواملی که سبب افزایش مهاجرت سادات و علویان به ایران و خصوصاً خراسان شد، ولایتعهدی علی بن موسی الرضا در مرو و تأسیس حکومت علویان در طبرستان می‌باشد. انتخاب خراسان به عنوان مقصد به جهت موقعیت مناسب خراسان، دوری از عراق به عنوان مرکز خلافت، حضور علویان زیدیه و اسماعیلیه و گرایش به تشیع مردمان خراسان برای ساداتی که تحت نظارت حکومت بودند، گزینه مناسبی بود. عوامل جذب خراسان برای شیعیان تا سال ۱۳۲ ه‍.ق ادامه داشت ولی با قتل عبیدالله الاعرج و پیگیری سیاست‌های ضد شیعی توسط حکومت و خصوصاً هارون الرشید؛ خراسان برای شیعیان منطقه امنی محسوب نمی‌شد و مهاجرت به آنجا به شدت کاهش یافت. این موضوع تا زمان مهاجرت علی بن موسی الرضا به خراسان و ولایتعهدی وی، ادامه داشت. با ولایتعهدی علی بن موسی، برخی از سادات همراه وی و برخی دیگر به جهت قیام‌هایشان در شهرهای دیگر به خراسان منتقل شدند. برخی منابع مانند کنزل الانساب از مهاجرت‌های غیرواقعی و داستان‌گونه یاد کرده‌اند که به درخواست علی بن موسی رخ داده‌است؛ برای نمونه، این کتاب از کاروانی ۱۲ هزار نفری سادات به فرماندهی ابراهیم بن موسی کاظم یاد می‌کند که برای مهاجرت به خراسان به ری رسیده و با نیروهای خلیفه پیکار نمودند یا از کاروانی ۱۰ هزار نفری دیگری به فرماندهی احمد بن موسی کاظم یاد کرده که در شیراز به جنگ با حکومت پرداخته‌اند. به گزارش منابع شیعی، مأمون نیز پس از وصول گزارش‌هایی مبنی بر حرکت کاروان‌های سادات به سمت خراسان، به نیروهای حکومتی دستور داد تا از پیشروی سادات به سمت خراسان، جلوگیری نمایند.

#### آغاز حرکت
به گزارش عباس قمی در منتهی الآمال، با رسیدن پیک علی بن موسی و دعوت از فاطمه معصومه به عزیمت به خراسان، فاطمه معصومه مهیا سفر شد. قرشی و سجادی تاریخ حرکت فاطمه معصومه از مدینه را در سال ۲۰۱ ه‍.ق گزارش می‌کنند. ربیعی گزارش می‌کند که در این سفر چند تن از برادران فاطمه معصومه: فضل، جعفر، هادی، زید و قاسم و تعدادی از برادرزاده‌های و جمعی از غلامان و کنیزان وی را همراهی کردند. سید کباری توضیح می‌دهد، از آنجا که برای موسی کاظم، فرزندی به نام هادی گزارش نشده‌است، احتمالاً نام این فرزند، هارون بوده که در تصحیف به هادی مبدل شده‌است. همین‌طور وجود زید که به زیدالنار شهره است در کاروان فاطمه معصومه امکان ندارد؛ چرا که وی به سبب قیامی که در بصره به راه انداخته بود، دستگیر و به مرو فرستاده شده بود. علاوه بر برادران، زنانی نیز با وی همسفر بوده‌اند که عبارتند از دختران موسی کاظم به نام‌های: میمونه، فاطمه صغری و خدیجه خاتون و سلطان موصلیه، خادمه شخص فاطمه معصومه. همچنین منابع از یک خواهر دیگر که همراه دختران موسی کاظم همسفر بوده‌است یاد کرده‌اند اما نام وی را گزارش ننمودند. جعفر مرتضی عاملی، مورخ شیعه، تعداد افراد کاروان فاطمه معصومه را ۲۳ نفر گزارش می‌کند؛ اما همو می‌نویسد که تعداد افراد کاروان، تا ۴۰۰ نفر نیز یاد شده‌است.

#### در طول سفر
به گزارش سید کباری، از مسیر دقیق کاروان فاطمه معصومه خبری در دسترسی نیست، اما با وجود برخی گزارش‌ها و تحلیل‌ها، مسیر حرکت کاروان از مدینه آغاز و از شهرهای بغداد و ساوه عبور و به قم منتهی شده‌است. بر اساس یک تحلیل جغرافیایی، کاروان از مدینه حرکت کرده و از منزل‌های: «معدن نقره، قادسیه، کوفه و نجف، بغداد و کاظمین، نهروان، خانقین، قصرشیرین، حلوان، زبیدیه، شبدیز، قصر اللصوص، خنداد، همدان، بوزنجرد، طرزه، روذه، سونقین و ساوه» عبور کرده‌است.
فاطمه معصومه هنگامی که به شهر ساوه رسید، بیمار شد. در علت بیماری او آورده‌اند که وقتی کاروانیان به شهر ساوه رسیدند، عده‌ای راه را بر آنان بسته و پس از درگیری، تمام برادران و اکثر مردان کاروان کشته شدند؛ جعفر مرتضی عاملی در اینباره گزارش می‌کند که مأمورین نظامی مأمون، هارون بن موسی کاظم را که به همراه جمعی از برادران و خواهرانش — از جمله فاطمه معصومه — قصد عزیمت به خراسان داشت به قتل رساندند. مرتضی عاملی همچنین به خوراندن سم به فاطمه معصومه در این جریان نیز اشاره کرده‌است. علت درگیری کاروانیان با آن گروه ناشناس مشخص نیست، اما با توجه به تاریخچه اعتقادی اهالی ساوه، احتمالاً این درگیری به سبب اختلافات مذهبی بوده‌است. به نقل از کتاب تاریخ قدیم قم، داستان دیگری از شیوه رسیدن فاطمه معصومه به قم گزارش شده‌است که بر اساس آن، وقتی کاروانیان به ساوه رسیدند، فاطمه معصومه بیمار شد و از همراهان خود پرسید که تا قُم چقدر فاصله است؟ در پاسخ به او گفته شد که ۱۰ فرسخ راه باقی‌است. سپس دستور داد تا به قم عزیمت کنند. ربیعی، از دعوت مردم قم در ساوه نیز یاد می‌کند و سجادی در دائرةالمعارف بزرگ اسلامی نیز از رفتن موسی بن خزرج از قم به ساوه و دعوت فاطمه معصومه به قم گزارش می‌دهد. به گزارش سید کباری، با تغییر مسیر به سمت قم، کاروان از شهرهای تفرش و آشتیان نیز عبور کرده تا به قم رسیده‌است. وجود امام‌زادگانی بی واسطه از موسی کاظم در شهر تفرش، احتمال حضور این افراد در کاروان فاطمه معصومه را تقویت می‌کند. به احتمال قوی این افراد بر اثر حمله به کاروان یا مسمومیت در این شهر درگذشته‌اند. مؤلف بحرالانساب ضمن اینکه علت بیماری فاطمه معصومه را مسموم شدن بر اثر زهر در ساوه ذکر می‌کند، مرگ «فاطمه صغری» خواهر فاطمه معصومه را قبل از وی و در روستایی از روستاهای آشتیان بیان می‌کند. همین‌طور در طول مسیر ساوه به قم، امام‌زادگان دیگری چون امامزاده محمد فرزند موسی کاظم در خاورشهر تفرش، امامزاده هادی فرزند موسی کاظم در روستای جمزقان در دهستان قاهان از بخش خلجستان، امامزاده جعفر فرزند موسی کاظم در دهکده مصفای گیو از روستاهای دهستان دستگرد و امامزاده زکریا فرزند موسی کاظم در بخش خلجستان گزارش شده‌است. همین‌طور از وجود یک امامزاده دیگر به نام بقعه بی‌بی در مرکز شهر تفرش یاد شده‌است که دختر موسی کاظم است ولی نام و نشان وی، مخفی است. علاوه بر امامزادگان بدون واسطه، امامزادگانی با واسطه نیز گزارش شده از جمله: ابوالعلی مهدی بن محمد از نوادگان جعفر صادق، امامزاده احمد از احفاد موسی کاظم، قاسم بن حمزه بن موسی کاظم شهرهای تفرش و آشتیان. بر اساس آنچه علی‌اکبر تشید در مزار خود می‌نویسد، در ده کیلومتری شهرستان ساوه، امام‌زاده‌ای به نام هارون بن موسی کاظم وجود دارد که به دست عمال عباسی مجروح شده و به زمین‌های زراعی گریخته‌است، عمال عباسی پس از یافتن وی، او را به قتل رساندند. امامزاده دیگری نیز در شهر ساوه گزارش شده‌است که متعلق به اسحاق بن موسی کاظم است.

#### در شهر قم
به گزارش خراسانی در منتخب التواریخ در ۲۳ ربیع‌الاول سال ۲۰۱، کاروان فاطمه معصومه به شهر قم وارد شد. به گزارش شیخ عباس قمی، در اینکه چرا فاطمه معصومه شهر قم را برای اقامت برگزید، حضور مریدان و شیعیان پدرش موسی کاظم در شهر قم و کانون شیعیان بودن آنجا، دلیلی برای این تصمیم عنوان شده‌است. همچنین از درخواست و دعوت مردم قم در این خصوص یاد شده‌است. در کتاب آیین برنامه‌سازی آمده‌است که تشیع در این زمان در ایران نیز پراکندگی بالایی داشت و در شهر قم تراکم بسیاری داشت؛ به گونه‌ای که قم را تنها شهر شیعی جهان اسلام می‌دانستند. علی بن موسی الرضا نیز به عنوان رهبر شیعیان، از این پراکندگی، کمال استفاده را کرد و تا پیش از مهاجرت به خراسان، در محوریت مثلث قم، اهواز، همدان شروع به تربیت و تقویت شاگردانش نمود. به مرور زمان و با افزایش کمی و کیفی شاگردان شیعی علی بن موسی در ایران و خصوصاً در قم، شهر قم به مرکز شیعیان مبدل شد و لقب «حرم اهل بیت» را کسب کرد. به گزارش هاشمی، در روایتی صحیح آمده‌است که چون خبر حرکت فاطمه معصومه به سمت قم به اهالی قم رسید؛ آل سعد تصمیم گرفتند تا به سمت کاروان فاطمه معصومه در حرکت شوند. در این بین موسی بن خزرج شبانه از قم خارج شد و به کاروان رسید و زمام ناقه فاطمه معصومه را گرفته و به شهر قم و خانه خویش برد. موسی بن خزرج، شتر فاطمه معصومه را وارد قم کرد و از دختر موسی کاظم در منزل خویش به مدت ۱۷ روز پذیرایی کرد. پس از آن فاطمه معصومه در منزل او به سبب بیماری درگذشت.

### درگذشت و دفن

#### تاریخ درگذشت
سرانجام پس از گذشت ۱۷ روز تحمل بیماری، به گزارش هاشمی، فاطمه معصومه در سن ۲۸ سالگی و در ۱۰ ربیع‌الثانی (و به نقلی ۱۲ ربیع‌الثانی) ۲۰۱ ه‍.ق در شهر قم درگذشت. سن او ۱۸ سال عنوان شده‌است اما این مسئله با شواهد تاریخی سازگاری ندارد و سن او لااقل باید بین ۲۱ تا ۲۲ باشد. با این وجود سن او در هنگام درگذشت در منابعی بین ۱۴ تا ۳۰ سال عنوان کرده‌اند. شیخ منصوری در حیاة الست نیز هشتم ماه شعبان را روز درگذشت فاطمه معصومه گزارش‌کرده‌اند. با این وجود، با نزدیکی دو روز ۱۰ و ۱۲ ربیع‌الثانی، این سه روز به عنوان ایام معصومیه در قم مراسم عزاداری برپا می‌شود.

#### علت درگذشت

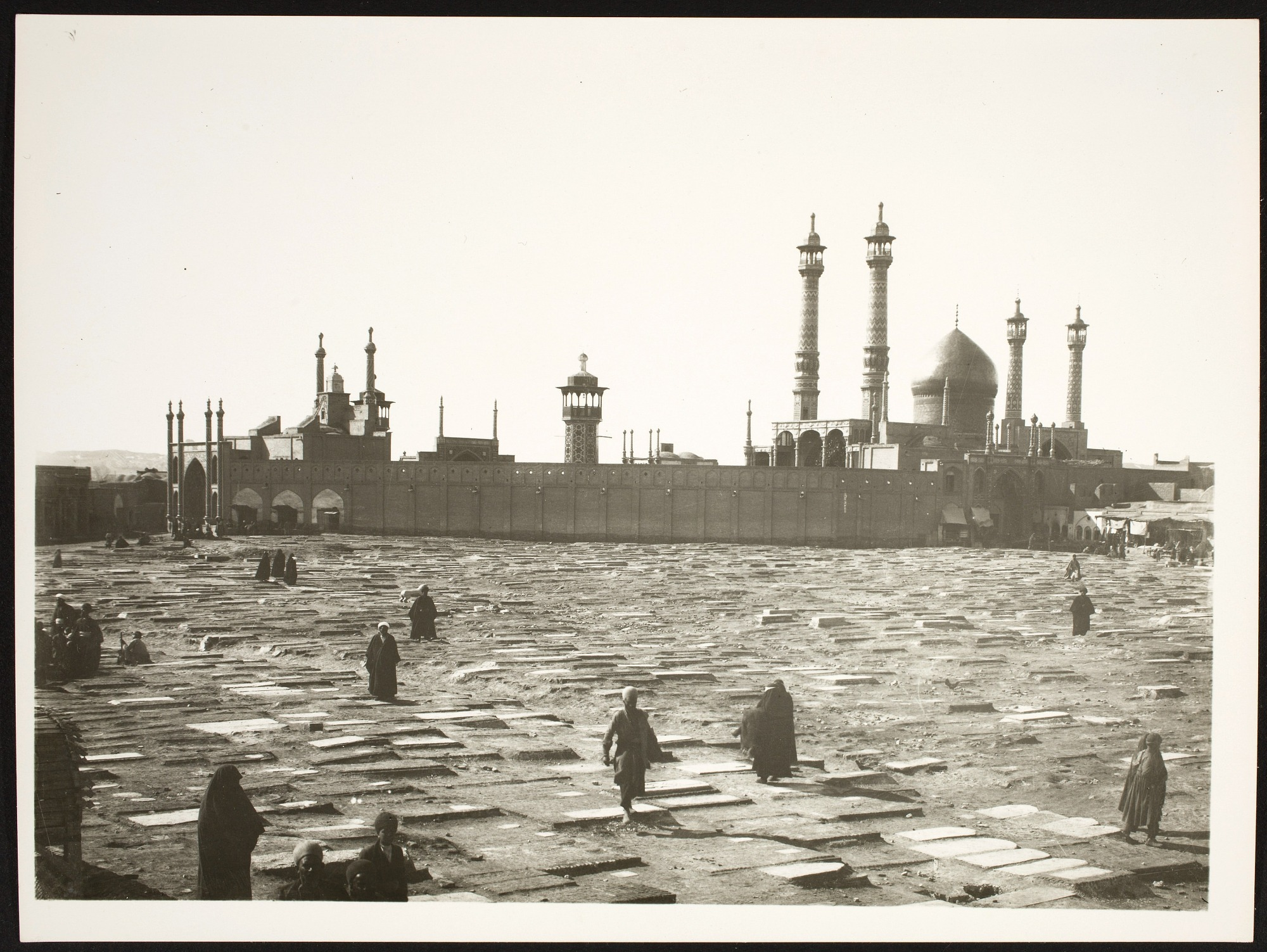
عکس قدیمی از مرقد فاطمه معصومه مربوط به سالی بین۱۸۴۰–۱۹۳۳ میلادی

در علت درگذشت فاطمه معصومه، منابع به بیماری اشاره کرده‌اند اما در علت این بیماری اختلاف است؛ جعفر مرتضی عاملی علت بیماری فاطمه معصومه و تغییر حرکت کاروان به سمت قم را، مسمومیت بر اثر زهر دانسته‌است اما شیوه مسمومیت را هجوم عباسیان به کاروان بیان می‌کند. گای لسترنج نیز در کتاب جغرافیای تاریخی سرزمین‌های خلافت شرقیبه، مسمومیت فاطمه معصومه اشاره دارد ولی محل مسمومیت را شهر قم می‌داند. به عقیده سجادی، مسمومیت فاطمه معصومه مربوط به روایتی ضعیف است که تواریخ معتبر از آن یادی نکرده‌اند. تنها کسی که بیماری منجر به مرگ او را به‌طور مشخص، عنوان کرده‌است، ساید است که مدعیست فاطمه معصومه بر اثر بیماری تیفوس از دنیا رفته‌است.

#### دفن
پیکر او را در جایی که آن زمان به باغ بابلان مشهور بود به خاک سپردند که هم‌اکنون زیارتگاه مشهور به حرم فاطمه معصومه است. مالک باغ بابلان، موسی بن خزرج بود. برخی منابع نیز آنجا را قبرستان خصوصی آل سعد می‌دانند. آل سعد پس از آنکه سردابی را در باغ بابلان حفر کرده و جسد فاطمه معصومه را غسل و کفن نمودند، بر سر اینکه چه کسی وی را دفن کند اختلاف کردند؛ سرانجام اتفاق کردند که سیدی پرهیزکار به نام قادر این کار را انجام دهد. وقتی به سراغ او فرستادند، دو سوار ناشناس به نزد جنازه آمده، بر آن نماز خوانده و سپس دفنش کردند. اما از هویت این دو سوار خبری گزارش نشده‌است. پس از مرگ فاطمه معصومه، منزلی که فاطمه معصومه در آن سکونت داشت، به عنوان مسجدی با نام ستیه وقف شد.

## مدفن

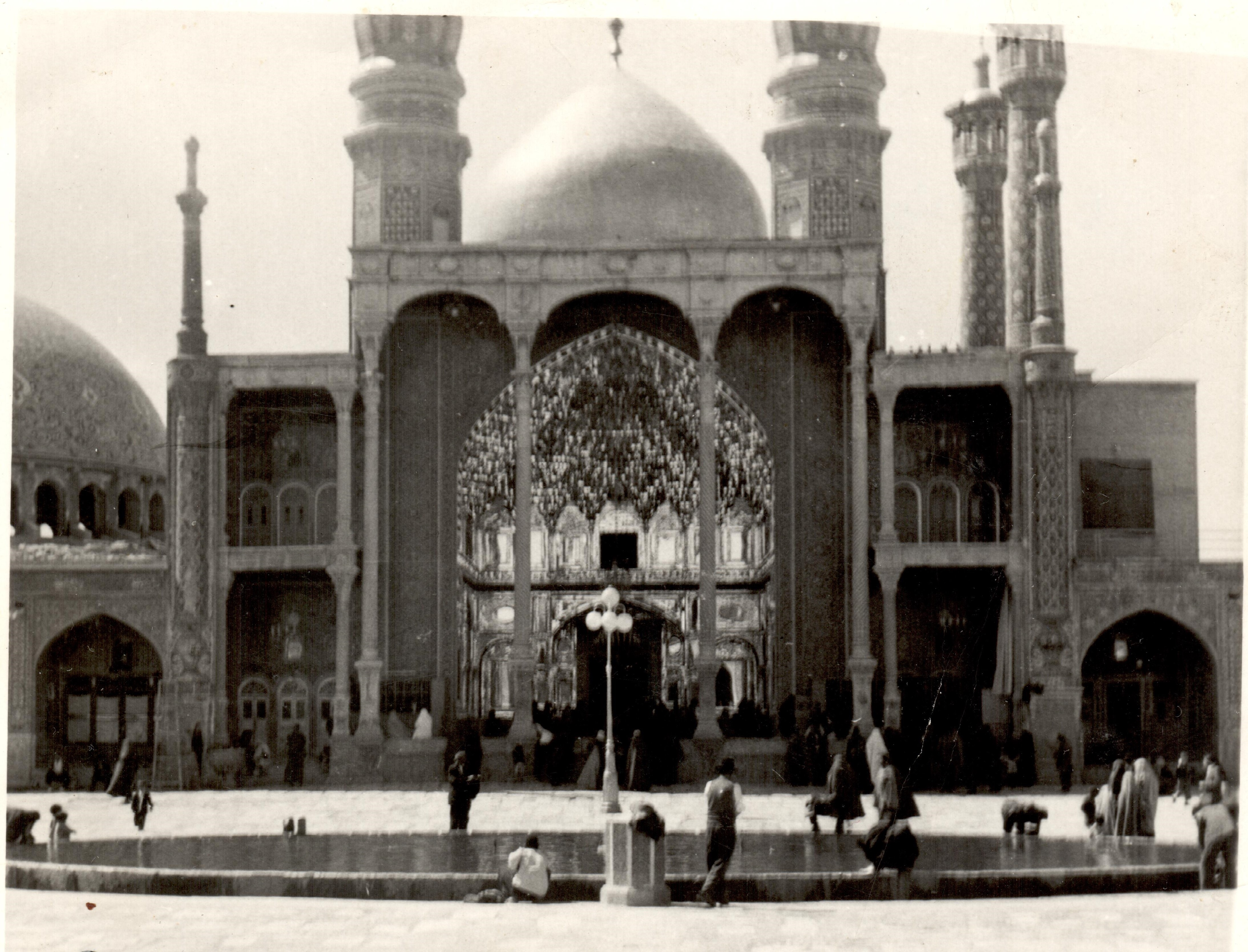
حرم حضرت معصومه در سال ۱۳۳۴

بر اساس گزارش منابع شیعی، پس از مراسم خاکسپاری، توسط موسی بن خزرج، سایبانی از بوریا بر قبر او ساخته شد که این سایبان تا زمانی که زینب دختر محمد بن علی الجواد (امام نهم شیعه)، بر آن گنبدی بنا کرد، همچنان پابرجا بود. اما با وجود ساخته شدن این گنبد در قرن سوم صورت گرفته‌است، احتمالاً زینب، نوه محمد تقی بوده‌است و نه دختر او. نام این گنبد، قبه زینبیه گزارش شده‌است. به گزارش امینی، چندی پس از دفن فاطمه معصومه و با فوت چند تن از دختران علوی، آنان نیز در کنار وی دفن گردیدند؛ از جمله: زینب، میمونه و بریهه (دختران موسی مبرقع)، میمونه و امّ محمد (دختران محمد تقی)، امّ اسحاق (کنیز محمد بن موسی مبرقع) و امّ حبیب (کنیز ابوعلی محمد بن احمد بن علی بن موسی الرضا). قبه برجی شکلی که زینب دختر محمد تقی از آجر و سنگ و گچ بر فراز قبر فاطمه معصومه ساخته بود در اواسط قرن سوم هجری قمری تکمیل شده و به مرور زمان با دفن سایر زنان علوی، دو گنبد دیگر در کنار گنبد آجری بنا شد. این سه گنبد تا سال ۴۷۷ پابرجا بود. علاوه بر گنبد، ساخت و سازها در ساخت و تزئین مرقد نیز دوران‌های مختلفی را گذرانده‌است. بعدها به سال ۱۵۱۹ میلادی، شاه بیگم دختر شاه اسماعیل اول، این زیارتگاه را توسعه داد. بعدها شاه عباس اول نیز اقدام به توسعه مجموعه حرم کرد و مدرسه و امکاناتی رفاهی برای زائران این مدفن، ساخت.

## زیارت

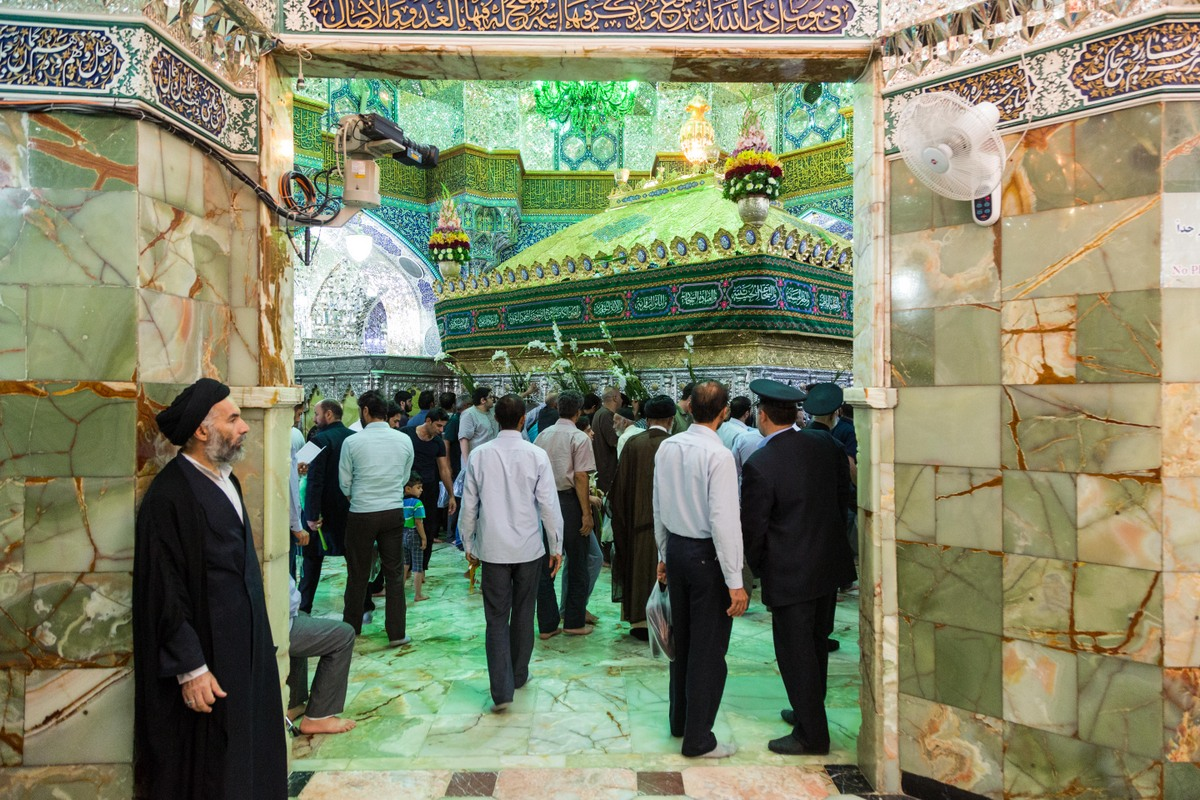
نمایی از زائران فاطمه معصومه در کنار ضریح بارگاهش

زیارت مدفن فاطمه معصومه در قم، مورد توجه شیعیان قرار گرفته‌است و در این باره تاکیدهایی در منابع شیعی مشاهده می‌شود. از جمله روایتی که از جعفر صادق، علی بن موسی و محمد الجواد دربارهٔ ثواب بهشت برای زیارت فاطمه معصومه ذکر کرده‌اند. همچنین از علی بن موسی منقول است که کسی که فاطمه معصومه را در قم زیارت کند، گویا مرا زیارت کرده‌است. مدفن او امروزه به یکی از زیارت‌گاه‌های مهم شیعیان مبدل شده‌است که سالانه زائران بسیاری را میزبانی می‌کند.
محمدباقر مجلسی، عالم شیعه، در بحارالانوار و به نقل از کتب زیارات، زیارت‌نامه‌ای برای فاطمه معصومه نقل می‌کند که علی بن موسی آن را برای سعد اشعری انشاء می‌کند. این زیات‌نامه با اذکار الهی — ۳۴ مرتبه الله اکبر، ۳۳ مرتبه سبحان الله و ۳۳ مرتبه الحمدلله — آغاز می‌شود که در نوع زیارات، بی‌نظیر توصیف شده‌است. مقیسه معتقد است که یکی از ویژگی‌های منحصر به‌فرد زیارت فاطمه معصومه نسبت به سایر امام‌زادگان، مأثوره بودن زیارت‌نامه وی می‌باشد. به‌طور کلی سه زیارت‌نامه برای فاطمه معصومه منقول است که یکی از آنها سندی معتبر داشته و دو تای دیگر غیر مشهور می‌باشند. از میان این سه زیارت‌نامه مختلف، تنها یک مورد از آنها در منابع مختلف گزارش شده‌است.

## در احادیث شیعه

### جایگاه معصومه در نقل احادیث
فاطمه معصومه از جمله بانوانی والامقامی در تشیع است که از لحاظ علمی نیز مورد تکریم بوده‌است. وی از جمله معدود زنان مسلمان است که در سلسله روات شیعه مورد استناد قرار گرفته‌است. محدث قمی در ذکر فضیلت دختران موسی کاظم، می‌نویسد: «بر حسب آنچه به ما رسیده افضل آنها، سیده جلیلهٔ معظمه، فاطمه بنت امام موسی (ع) معروف به حضرت معصومه است.» به گزارش هاشمی، از فاطمه معصومه، حدیث و روایتی به صورت مستقیم از موسی کاظم و علی بن موسی نقل نشده و تنها چهار روایت وی از طریق فاطمه بنت علی بن موسی الرضا و بکر بن احمد قصری منعکس شده‌است که مفاهیم این احادیث عبارتند از:
- وصایت و امامت علی بن ابی‌طالب پس از محمد
- تثبیت جایگاه غدیر در فرهنگ تشیع
- هشدارهایی به شیعیان جهت فراموشی واقعه غدیر
- تبین جایگاه علی بن ابی‌طالب نسبت به محمد
- بیان اهمیت دوستی با خاندان اهل بیت

### منزلت معصومه در احادیث
بر اساس گزارشی که رفیعی آن را نقل می‌کند، روزی جمعی از شیعیان وارد مدینه شدند تا پاسخ سوالاتشان را از موسی کاظم دریافت نمایند اما موسی کاظم و فرزندش علی بن موسی الرضا در مدینه حضور نداشتند، به همین جهت فاطمه معصومه نامه‌های حاوی سوالات آنها را دریافت کرد و پاسخ آنها را نوشت و به آنها داد. جماعت شیعه در راه بازگشت از مدینه، با موسی کاظم برخورد کردند و ماجرای دریافت پاسخ از فاطمه معصومه را گزارش کردند. موسی کاظم نامهٔ فاطمه معصومه را طلب کرد و پس از مطالعه و درست یافتن پاسخ‌ها سه مرتبه دربارهٔ او گفت: «پدرش به فدایش». همچنین در بحارالانوار به نقل از جعفر صادق گزارش شده‌است که:
«راستی که برای خدا حرمی است و آن مکه است و برای رسول خدا حرمی است و آن مدینه است و برای امیرالمؤمنین حرمی است و آن کوفه است و برای ما حرمی است و آن شهر قم است و به زودی زنی از اولاد من به نام فاطمه در آن سرزمین دفن می‌شود، پس هرکس او را زیارت کند، بهشت بر او واجب خواهد شد.»

## در آثار سفرنامه نویسان غربی
گارسیا د سیلوا، در گزارش سفری که به قم داشته‌است، می‌نویسد که مردمان شهر قم و خصوصاً زنان آنان، به جهت خدمات یکی از زنان علوی مهاجر به این شهر همچون بنای بیمارستان و کاروانسرا، خود را مدیون آن زن دانسته و در سعی می‌نمودند در حیا و تقدس، خود را به او شبیه نمایند. هرچند گارسیا، نام این زن را لیلی و فرزند فاطمه زهرا و خواهر حسن و حسین دانسته‌است که به جهت ظلم حاکمان وقت از بغداد گریخته و به این شهر درآمده است؛ اما محقق سفرنامه او را فاطمه معصومه می‌داند که گارسیا به اشتباه به عنوان لیلی از او یاد کرده‌است. ژان شاردن در توصیف فاطمه معصومه می‌نویسد: «چون خلفای بغداد شیعیان حضرت علی علیه السلام و همهٔ ائمهٔ اطهار را مورد شکنجه و آزار قرار می‌دادند، امام موسی کاظم پدر آن حضرت وی را به شهر قم انتقال داد. حضرت فاطمه طیّ مدت اقامت خود در این شهر بناهای بزرگی ساخت؛ و سرانجام در همین شهر جان به جان‌آفرین تسلیم کرد. شیعیان بر این اعتقادند که به اراده و مشیت باری‌تعالی آن حضرت پس از مرگ به آسمانها عروج کرده و در مرقدش چیزی نیست، و این بناهای عالی به یاد وی برپا شده‌است.» این گزارش با سایر گزارش‌ها همخوانی ندارد؛ چرا که در تواریخ معتبر، از حرکت و ورود فاطمه معصومه به سال ۲۰۱ — پس از ۱۸ سال از درگذشت موسی کاظم — یاد شده‌است. شبیه به گزارش شاردن را دالمانی نیز در سفرنامه خویش نقل کرده‌است؛ او می‌نویسد که فاطمه معصومه، از کربلا به قم آمد تا از آزار خلفاء عباسی محفوظ بماند. جملی کارری نیز بانوی مدفون در قم را فاطمه دختر حسین بن علی می‌داند.

## در هنر و ادبیات

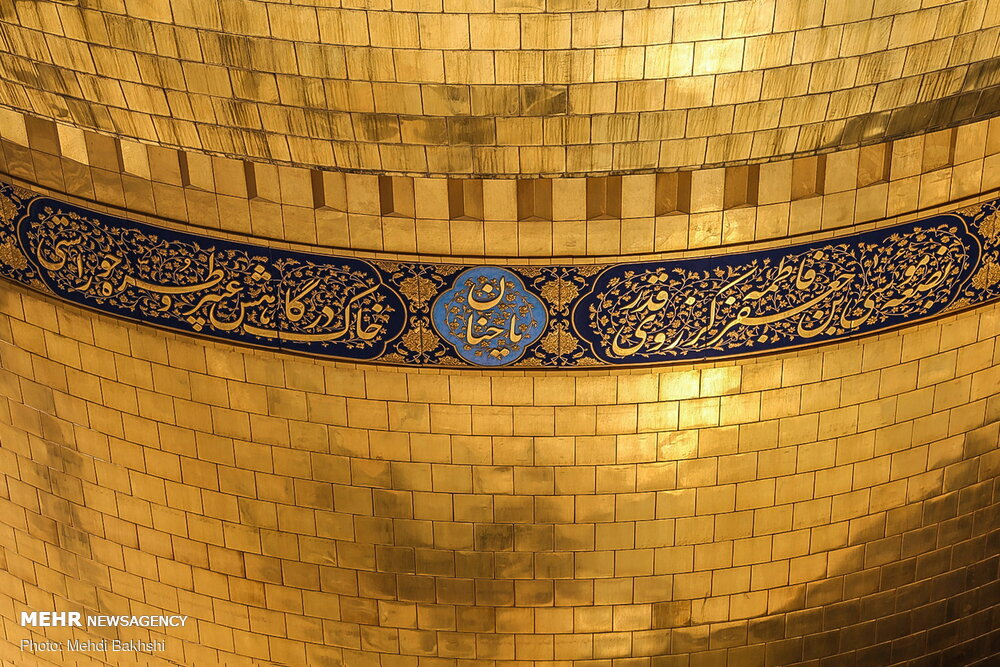
اشعاری از فتح‌علی خان صبا در وصف فاطمه معصومه که به خط نستعلیق در گلوگاه ساق گنبد مزار او نقش بسته‌است.

### شعر
شاعران بسیاری در مدح و منقبت و مرثیه فاطمه معصومه شعرها سروده‌اند؛ از مشهورترین آنها می‌توان به شاعران ذیل اشاره کرد: شوریده شیرازی، فتح‌علی خان صبا، سید احمد هاتف اصفهانی، ملک الشعراء، سروش اصفهانی، احمد چگینی، ظهیر لاهیجی و محمدصادق ناطق. همچنین از علماء و مراجع تقلید شیعه معاصر نیز، در مدح و مرثیه او اشعاری گزارش شده‌است؛ افرادی چون: لطف‌الله صافی گلپایگانی، روح‌الله خمینی، حسین وحید خراسانی، محمدعلی اراکی، علی صافی گلپایگانی، جواد محدثی، محمد محمدی اشتهاردی و محمدباقر ایروانی. اشعار مدحی که برای فاطمه سروده شده‌اند، محتوایی در ستایش او، توصیف سفرش و بعضاً مدح شهر و اهالی قم است. شاعران در این اشعار، بین وضعیت فاطمه در شهر قم و وضعیت زینب بنت علی در شهر کوفه و شام بعد از اسارت در نبرد کربلا مقایسه‌هایی را مطرح کرده‌اند. او به جهت جایگاه ویژه‌اش در نزد شیعه، همواره با فاطمه زهرا مقایسه می‌شود. به گزارش محمدبیگی، در گلوگاه ساق گنبد فاطمه معصومه، اشعاری از فتحعلی خان صبا به خط نستعلیق نقش بسته‌است. اشعار به شرح زیر است:
| آتش موسی عیان از سینه سیناستی       |  | یا که زرّین بارگاه بضعه موساستی |
| بضعه موسی بن جعفر، فاطمه کز روی قدر |  | خاک درگاهش عبیر طرّه حوراستی    |
| نوگلی رنگین ز طُرف گلشن یاسین بود    |  | آیتی روشن به صدر نامه طاهاستی  |
| پرتوی از آفتاب اصطفای مصطفی         |  | زُهره ای از آسمان عصمت زهراستی  |
| صحن او را هست اقصی پایه عزّت چنان    |  | کز شرف مسجود سقف مسجد اقصاستی  |
| پستی از صحن حریمش را به پاتاق حرم   |  | کین مکان عزّت و آن مسکن غبراستی |

خراسانی در منتخب التواریخ نیز گزارش می‌کند که فتحعلی شاه قاجار با تخلص «خاقان» در وصف فاطمه معصومه سروده‌است:
| خاقانم و یک جهان گناه آوردم     |  | در حضرت معصومه پناه آوردم   |
| مهر نبی و دخت علی را یا رب      |  | بر درگه کبریا گواه آوردم    |
| خاقانم و وامانده ز دیهیم و کلاه |  | زاورنگ خلافت شده دستم کوتاه |
| اندر حرمت بمسکنت جسته پناه      |  | یا فاطمه اشفعی لنا عندلله   |

### داستان
در زمینه داستان و رمان، می‌توان به کتاب «فصل فیروزه» اثر محبوبه زارع و با محور فاطمه معصومه اشاره کرد؛ داستان این کتاب دربارهٔ دختری به نام سیندخت است که عاشق پسری فیروزه‌تراش نیشابوری می‌شود؛ سیندخت مجبور می‌شود با کاروانی راهی مرو شود تا به دیدار علی بن موسی الرضا برود. همچنین رمان «به سپیدی یک رؤیا» اثر فاطمه سلیمانی که فرازی از سفر فاطمه معصومه از مدینه تا قم است جزء این دسته آثار محسوب می‌شود.

### فیلم
در دیماه سال ۱۳۹۸، جواد افشار (کارگردان) به همراهی مجتبی امینی (تهیه‌کننده) خبر از آغاز پروژه ساخت فیلم سینمایی با موضوع سفر فاطمه معصومه به ایران را در رسانه‌ها مطرح کردند. پیش از این جواد افشار از ساختن یک سریال با موضوع فاطمه معصومه خبر داده بود. به گزارش فارس این سریال قرار است روایتگر زندگانی فاطمه معصومه باشد که با درجه الف و به سفارش آستان مقدس حضرت معصومه و صدا و سیما تولید خواهد شد.

## منبع‌شناسی
دربارهٔ زندگانی فاطمه معصومه و شرح احوالات او و همچنین شمارش و توضیح کرامات و معجزاتش؛ کتاب‌های مفصل و متعددی نگارش یافته که برخی از آنها عبارتند از: کتاب احوالات حضرت فاطمه معصومه علیها السلام تألیف محمدحسین مفلس (متوفی ۱۳۶۷ ه‍.ق) که از آن اثری در دست نیست. از دیگر آثار کتاب وسیلة المعصومیه است که اثری از حکیم میر ابوطالب (۱۳۷۱ ه‍.ق) می‌باشد؛ این اثر به عنوان اولین کتاب مستقل در زندگانی فاطمه معصومه مشهور است. از دیگر آثار در این باره می‌توان به کتاب حضرت معصومه و شهر قم اثر محمد حکیمی، کتاب زندگی حضرت معصومه علیها السلام اثر محمد محمدی اشتهاردی، کریمه اهل بیت علیهم السلام اثر علی‌اکبر مهدی‌پور، البدر المشعشع فی احال ذریة موسی المبرقع تألیف میرزاحسین نوری و تعزیه حضرت معصومه علیها السلام اثر سید حسین مدرسی طباطبایی اشاره کرد. از کتاب‌هایی که به زندگانی فاطمه معصومه پرداخته‌است، کتاب سیدة عشّ آل محمد صلی اللّه علیه و آله است که توسط سید ابوالحسن هاشم تألیف شده‌است؛ این اثر دربردارنده زندگانی فاطمه معصومه اعم از ولادت، تربیت، القاب، مهاجرت و فضائل و مناقب وی است. این کتاب شامل اشعار عربی و زیارت‌نامه نیز می‌باشد. سید محمدباقر موحد ابطحی نیز کتابی را با عنوان فاطمه بنت الامام موسی بن جعفر علیه السلام تألیف کرده‌است که شامل احادیث مربوط به فضیلت شهر قم، زندگی، فضائل و وفات فاطمه معصومه می‌باشد. محمدهادی امینی نیز کتابی با عنوان فاطمة بنت الامام موسی الکاظم تهیه کرده و در آن به زندگانی فاطمه معصومه و کرامات و فضائل وی پرداخته‌است. کتاب دیگری که در این خصوص به رشته تحریر درآمده، کتاب انجم فروزان، اثری از عباس بن محمد فیض قمی (۱۳۹۲ ه‍.ق) است. این اثر در برگیرنده تاریخ امامزادگان و اماکن شهر قم بوده و از بهترین آثار پیرامون تحلیل زندگانی فاطمه معصومه محسوب می‌شود. کتاب تاریخ قم مختارالبلاد نوشته محمدحسین ناصرالشریعه که توسط علی دوانی به فارسی ترجمه شده‌است، از بهترین کتب در زمینه تاریخ قم است که تاریخ ورود فاطمه معصومه به قم را پوشش داده‌است. از کامل‌ترین و گسترده‌ترین کتب در زندگانی فاطمه معصومه، توسط علی‌اکبر مهدی‌پور به نام کریمه اهل بیت علیهم السلام است؛ این کتاب از شهر قم، شخصیت فاطمه معصومه، نام‌ها و لقب‌ها، احادیث، نسب و تاریخ تولد و وفات، احادیث فضیلت زیارت و آداب آن، هجرت به سوی ایران و قم، تاریخچه حرم، کرامت‌های فاطمه معصومه و تلالو فاطمه معصومه در ادب فارسی را شامل می‌شود.